# Dasara
Dasara, hindi दशहरा trl. daśahrā – jedno z najważniejszych świąt w hinduizmie, obchodzone w całych Indiach oraz w Nepalu w połowie hinduskiego miesiąca Ashvin (wrzesień/październik), poprzedzającym Diwali. Zwyczaje związane z obchodami tego święta znacznie różnią się w zależności od regionu.

## Źródłosłów
Nazwa „dasara” dosłownie oznacza „dziesiąty dzień” (miesiąca według lunarnego kalendarza), gdyż święto to jest uwieńczeniem innego święta, Nawaratri w niektórych regionach trwającego 9 dni.

## Symbolika
Na północy Indii najczęściej jest interpretowane jako święto zwycięstwa Ramy nad demonem Rawaną, jednak w Karnatace świętuje się zwycięstwo bogini Ćamundy (lokalna forma Durgi) nad demonem Mahiszasurą, które zgodnie z miejscową tradycją miało miejsce w pobliżu Maisuru.

## W sztuce
To święto można spotkać w indyjskich filmach (np. Swades, Fakira, Hey Ram, Dookudu, Goliyon Ki Raasleela Ram-Leela), czy w literaturze (np. Pretendent do ręki)